# Romell Broom
Romell Broom (Muskegon, 4 de junho de 1956 – Columbus, 28 de dezembro de 2020) foi um cidadão americano preso por assassinato, sequestro e estupro. Ele foi condenado em 1984 pelo rapto e morte de Tryna Middleton de 14 anos que estava indo a um jogo de futebol americano em East Cleveland (Ohio). Em 2003 Bromm recebeu uma oferta do estado de Ohio para realizar um teste de DNA para provar sua inocência, no entanto, o resultado não o inocentou. A audiência de clemência conclui que "o resultado do DNA não indica uma combinação exata, porém indica a probabilidade de Broom não ser o doador é de 1 em 2.3 milhões. Cabe ressaltar que oito ou nove homens negros no país teriam o mesmo perfil." Broom pediu um novo teste de DNA independente e uma mudança de equipe de advogados. Broom também possui condenações por roubo, roubo qualificado e quatro sequestros de crianças do sexo masculino. Ele também possui uma condenação em separado pelo estupro de uma menina.

## Execução abortada
A execução de Broom estava agendada para o dia 15 de setembro de 2009. Entretanto, a equipe responsável por conduzir a execução tentou por duas horas estabilizar um acesso intravenoso por onde seria administrada a injeção letal, antes do governador de Ohio Ted Strickland autorizasse o adiamento por uma semana da execução. Os advogados de Broom argumentam que a primeira tentativa de execução foi uma punição cruel e incomum e que executá-lo significaria que seu depoimento seria perdido, prejudicando assim a ação judicial que questiona a constitucionalidade do procedimento da injeção letal em Ohio. O juiz do Tribunal Distrital dos Estados Unidos, Gregory L. Frost, marcou para 30 de novembro de 2009 a audiência e desde fevereiro de 2011 Broom aguarda o resultado de um recurso. A Anistia Internacional iniciou uma campanha para informar ao público sobre a falha na tentativa de execução. Também existe um documentário sobre o caso chamado: "The Second Execution of Romell Broom" de Michael Verhoeven e o próprio Romell Broom conta sua história através do e-book "Survivor on Death Row".

## Morte
Broom morreu em 28 de dezembro de 2020, aos 64 anos.